# Skeletons in the Closet
Skeletons in the Closet är Gamma Rays livealbum där bandet bara spelar låtar som inte spelas live särskilt ofta. Släpptes 2003.

## Låtar på albumet

### Disk 1
1. "Welcome"
2. "Gardens of the Sinner"
3. "Rich and Famous"
4. "All of the Damned"
5. "No Return"
6. "Armageddon"
7. "Heavy Metal Universe"
8. "One With the World"
9. "Dan's Solo"

### Disk 2
1. "Razorblade Sigh"
2. "Heart of the Unicorn"
3. "Last Before the Storm"
4. "Victim of Fate"
5. "Rising Star/Shine On"
6. "The Silence"
7. "Heaven or Hell"
8. "Guardians of Mankind"
9. "New World Order"
10. "I Want Out"
11. "Hidden Track"